# 人稱代詞
人稱代詞（personal pronoun）是與一個特定的人称有主要關聯的代名詞 - 第一人稱（我-）、第二人稱（你-），或第三人稱（他-，她-，它-）。依據數（通常為單數或複數），語法或自然性別，格及正式性(formality)等因素、人稱代詞也可以採取不同的的對比及差異表示。術語"人稱"(person)用在這裡純粹是為了表示語法的意義；人稱代詞不限於人，也可以指"動物"和"物體"(就如英語人稱代詞通常的用法)。 
人稱代詞在一些語言裡的“再利用”（re-use）是以“正式性”或“社會距離”（Social distance）來表示出第二人稱代詞（單複數）的對比及差異，被稱為TV 區分、從拉丁语人稱代詞<>和<>的區別可得知，而英語通常以第二人稱複數代詞來表示第二人稱單數代詞形式。人稱代詞的"再利用"方面、主要在英語尊嚴複數（Royal we）等之範例可得知英語（沒有TV 區分），而在法語第二人稱複數是以<>來替代<>得知法語。

## 類型和人稱代詞的形式

### 人稱和數
每種語言通常對於三個語法的人称代詞有各個人稱代詞的表示式： 
- 第一人稱代詞是指說話者、比如在單數的情況下（如英語-），或則在複數（如英語-）的情況下指說話人及其他人等。
- 第二人稱代詞是指一般人或聽話人（如英語-）；在複數、他們也可能指與第三方在一起的一人或多人。
- 第三人稱代詞是指第三方、而不是一個說話人或聽話人（如英語，他-，她-，它-，他們-）等。

如上所述，每個人對於不同的語法的數有經常有不同的表達形式，特別是單數和複數。不過也有其它數的形式，如雙數（如斯洛文尼亚语等語種）， 這些雙數情況也可能有不同的代詞表示式。

## 延伸閱讀
- Gaynesford, M. de. . Oxford: Oxford University Press. 2006. ISBN 0-19-928782-1.